# 劉勇威
劉勇威（英語：Lau Yung-wai，1980年11月10日—），香港民主派政治人物，前任香港大埔區議會民選議員（舊墟及太湖選區），曾任大埔區議會副主席。
2015年首次參與區議會選舉，以五成六得票擊敗民建聯候選人成功當選。2019年，以超逾三千票差距的5,383票，壓倒性擊敗新民黨候選人，成功連任之餘，更獲得當屆得票率（候選人得票除以當區登記選民數字）「票皇」。

## 擔任公職
- 大埔區議會議員
- 大埔區防火委員會委員
- 大埔藝術中心管理委員會委員
- 香港電台節目顧問團成員

## 倡議
- 在各大小黨派商討2016年立法會選舉人選時，撰文《民主派區議會改良芻議》（页面存档备份，存于）倡議民主黨派在區議會（第二）功能界別，所得的資源應全數支援地區，並對為一黨私利的候選人進行抵制。[6] 最終該年立法會選舉，各民主黨派政黨相互爭奪下，在區議會（第二）功能界別出現五席出六名單的窘態。[7] [8]

## 歷屆選舉結果
| 政党   | 政党                   | 候选人    | 票数  | %     | ±      |
| ------ | ---------------------- | --------- | ----- | ----- | ------ |
|        | 新民黨/公民力量        | ①. 劉文杰 | 2,310 | 30.02 | 不適用 |
|        | 大埔民主聯盟/ 埔向晴天 | ②. 劉勇威 | 5,383 | 69.97 | ▲13.88 |
| 多数票 | 多数票                 | 多数票    | 3,073 | 39.95 | ▲27.77 |

| 政党   | 政党     | 候选人    | 票数  | %     | ±      |
| ------ | -------- | --------- | ----- | ----- | ------ |
|        | 埔向晴天 | ①. 劉勇威 | 2,170 | 56.09 | 不適用 |
|        | 民建聯   | ②. 張國慧 | 1,699 | 43.91 | ▼9.29  |
| 多数票 | 多数票   | 多数票    | 471   | 12.18 | ▼1.21  |

## 外部連結
- 劉勇威的Facebook專頁
- YouTube上的劉勇威頻道
- 大埔區議會 - 大埔區議會議員資料 劉勇威先生（页面存档备份，存于）